# Meteorium tetragonum
Meteorium tetragonum là một loài Rêu trong họ Meteoriaceae. Loài này được (Sw. ex Hedw.) Mitt. mô tả khoa học đầu tiên năm 1869.